# ۳سی-ئی
۳ث-ای (به انگلیسی: 3C-E) با فرمول شیمیایی C۱۳H۲۱NO۳ یک ترکیب شیمیایی است. که جرم مولی آن ۲۳۹٫۳۱ g/mol می‌باشد. 